# مک ری (آرکانزاس)
مک ری (آرکانزاس) (به انگلیسی: McRae, Arkansas) یک شهر در ایالات متحده آمریکا با جمعیت ۶۶۱ نفر است که در آرکانزاس واقع شده‌است.

## موقعیت جغرافیایی
موقعیت جغرافیایی شهرها و مناطق اطراف به شرح زیر است: